# 가은역
가은역(Kaeun station, 加恩驛)은 경상북도 문경시 가은읍 왕릉리에 있는 가은선의 종착역이다. 개업 당시에는 은성탄광(恩城炭鑛)의 이름을 따서 은성역(恩城驛)이라고 이름을 지었으나, 1959년에 가은역으로 이름을 바꾸었다.
2004년 가은선이 폐지된 이후 문경관광진흥공단의 관리 하에 들어왔고, 현재 철로자전거가 운행되고 있다. 역 건물은 2006년 12월 4일 등록문화재 제304호로 지정되었다.

## 역사
- 1955년 4월 8일 : 역사 준공.
- 1955년 9월 15일 : 은성역으로 영업 개시 (보통역 등급)[1]
- 1959년 2월 1일 : 가은역으로 개칭[2]
- 1986년 1월 15일 : 무연탄화물(수입탄한) 도착취급역 지정[3]
- 1991년 9월 1일 : 수소화물 취급중지[4]
- 1992년 12월 9일 : 무연탄화물 도착취급역 지정(수입탄한 폐지)[5]
- 1995년 4월 1일 : 영업 중지[6]
- 2004년 3월 31일 : 가은선 폐선으로 폐지
- 2006년 12월 4일 : 가은역사 등록문화재 제304호로 지정

## 구 가은역
구 가은역은 1동, 1층 규모로 건축면적 123.12m2, 철로길이 좌·우 각각 150m이다.
가은역은 가은선의 역사로 1955년 4월 8일 준공되어 1956년 9월 15일 은성 보통역으로 영업을 개시하였고 1959년 2월 1일 가은역으로 개칭하였다. 일제강점기의 간이역 형태와 같이 박공지붕 아래에 출입구를 배치하였으며 평면 구성도 대합실 및 사무소와 매표소가 있다.
2006년 12월 4일 대한민국의 등록문화재 제304호로 지정되었다.